# North Newbald
North Newbald – wieś w Anglii, w hrabstwie East Riding of Yorkshire. Leży 21 km na północny zachód od miasta Hull i 259 km na północ od Londynu.